# América & en vivo
América & en Vivo es el primer álbum  en vivo del cantante mexicano Luis Miguel, lanzado al mercado por Warner Music Group Latina el 25 de septiembre de 1992. El álbum se salio en formato EP, siendo el segundo EP lanzado por el cantante. Se consta de tres versiones en directo de «Inolvidable», «No sé tú» y «Contigo en la distancia» de su presentación en el Auditorio Nacional en México durante su Romance Tour en 1992, así como una nueva canción, «América, América», interpretada originalmente por Nino Bravo. «América, América» fue publicada como sencillo y alcanzó el lugar 20 de la lista del Billboard Hot Latin Songs. El EP fue calificado con tres de cinco estrellas por un editor en AllMusic y recibió una reseña positiva de Mario Taradell del Miami Herald, quién elogió la voz del cantante y la producción del EP. América & en vivo llegó al puesto 12 del Billboard Latin Pop Albums y fue certificado platino en Argentina por la Cámara Argentina de Productores de Fonogramas y Videogramas (CAPIF).

## Antecedentes y contenido
En 1991, Luis Miguel publicó su octavo álbum de estudio, Romance, una colección de boleros clásicos, la más antigua de estas canciones data de la década de 1940. El disco, que fue producido por Armando Manzanero y arreglado por Bebu Silvetti, fue un éxito en Latinoamérica y vendió más de 7 millones de copias en todo el mundo. Reavivó el interés en el género del bolero y fue la primera producción de un artista hispanohablante en conseguir disco de oro en Brasil, Taiwán y Estados Unidos. Para promocionar el álbum, Luis Miguel comenzó su Romance Tour en 1992. Como parte de la gira, el cantante tuvo un espectáculo con entradas agotadas el 26 de junio de 1992 en el Auditorio Nacional de la Ciudad de México.
América & en vivo presenta las versiones en vivo de «Inolvidable», «No sé tú», y «Contigo en la distancia» del concierto del cantante en el Auditorio Nacional. Las tres canciones también fueron sencillos promocionales de Romance. Además, el EP tiene un nuevo tema, «América, América», compuesto por José Luis Armenteros y Pablo Herrero. La canción fue interpretada originalmente por el cantante español Nino Bravo en su álbum ...y volumen 5 (1973). Luis Miguel dedicó el tema a los soldados que participaron en la guerra del Golfo.

## Recepción
América & en vivo fue lanzado el 25 de septiembre de 1992. El EP llegó al puesto 12 de la lista del Billboard Latin Pop Albums. Fue certificado platino en Argentina por la CAPIF por ventas de 60 000 copias. «America, America» se publicó como sencillo, alcanzando el número 20 del Billboard Hot Latin Songs. El vídeo musical de «América, América» se filmó en varias locaciones en Estados Unidos y Puerto Rico. El videoclip ganó el premio MTV International en los MTV Video Music Awards 1993 y recibió una nominación al vídeo del año en la 5° edición del Premio Lo Nuestro del mismo año.
Un editor de AllMusic le dio al EP tres de cinco estrellas. En la revista Billboard se felicitó al EP afirmando que «debería añadir otro trofeo a la ya impresionante colección reunida por este cantante mexicano de 22 años de edad». Mario Taradell del Miami Herald le dio al EP una reseña positiva; él comparó «América, América» con la canción «America» de Neil Diamond afirmando que está «llena de una letra esperanzadora, una producción fuertemente orquestada y un gran coro inspirador». También señaló que el verso en inglés «cubre la melodía con un sentimiento multicultural». En los temas en directo, sintió que el cantante estaba «con una buena voz y un humor juguetón» y notó que «Inolvidable» era «más de percusión y bailable que la versión del álbum» y comentó que «Contigo en la distancia» y «No sé tú» «exhiben el canturreo romántico del artista».

## Lista de canciones
- La lista de canciones está adaptada de AllMusic.[17]

| N.º | Título                    | Escritor(es)                       | Duración |  |
| 1.  | «América, América»        | José Luis Armenteros Pablo Herrero | 4:33     |  |
| 2.  | «Contigo en la distancia» | César Portillo de la Luz           | 3:31     |  |
| 3.  | «No sé tú»                | Armando Manzanero                  | 4:09     |  |
| 4.  | «Inolvidable»             | Julio Gutiérrez                    | 4:40     |  |

## Créditos y personal
Los siguientes créditos son de AllMusic:

### Créditos de músicos
- Christina Abaroa – voces
- Alfredo Algarin – percusión, voces
- Juan Manuel Arpero – trompeta
- Bob Bailey – voces
- Francis Benítez – voces
- Eva Ma. Bojalil – voces
- Ignacio Cibrian – guitarra
- María del Rey – voces
- José Villar Fernández – trompeta
- Kim Fleming – voces
- Lionel Hampton – voces
- Leyla Hoyle – voces
- Rodolfo Machorro – bajo
- Donna McElroy – voces
- Luis Miguel – voz principal
- Jeff Nathanson – saxofón
- Dan Navarro – voces
- Arturo Pérez – teclados
- Tim Pierce – guitarra eléctrica
- Isela Sotelo – voces
- Patricia Tanus – voces
- Michael Thompson – guitarra eléctrica

### Créditos técnicos
- Mauricio Abaroa – productor
- Felipe Elgueta – productor asistente
- Benny Faccone – ingeniero, mezcla
- Alfredo Gatica – coordinación
- Humberto Gatica – ingeniero, mezcla, productor
- Claude Gaudette – arreglista, programador
- Bernie Grundman – máster
- Antonio Jiménez – asistente
- Iván Manjarrez – fotografía
- Joel Robles – asistente
- Alejandro Rodríguez – ingeniero
- Robert Tassi – ingeniero
- Humberto Terán – coordinación
- Salvador Tercero – ingeniero
- Juan Carlos Toribio – director

## Listas
| Lista (1992)                                | Posición |
| ------------------------------------------- | -------- |
| Estados Unidos (Billboard Latin Pop Albums) | 12       |

| Lista (1993)                                | Posición |
| ------------------------------------------- | -------- |
| Estados Unidos (Billboard Top Latin Albums) | 30       |